# Trehörna distrikt
Trehörna distrikt är ett distrikt i Ödeshögs kommun och Östergötlands län. 
Distriktet ligger sydost om Ödeshög. 

## Tidigare administrativ tillhörighet
Distriktet inrättades 2016 och utgörs av socknen Trehörna i Ödeshögs kommun.
Området motsvarar den omfattning Trehörna församling hade vid årsskiftet 1999/2000.